# Хоэата, Джаррад
Джаррад Хоэата (англ. Jarrad Hoeata, родился 12 декабря 1983 года в Тауранга) — новозеландский регбист, выступавший на позиции форварда второй и третьей линий. Провёл в 2011 году три единственные игры за сборную Новой Зеландии.

## Биография

### Семья
Родился в Тауранге, вырос в Папамоа (регион Бей-оф-Пленти), переехал в Крайстчерч, где поступил в колледж на учителя. В семье четверо братьев и сестра; двое братьев Фин и Рики — также регбисты.

### Клубная карьера
До регби занимался волейболом, играл за сборную Новой Зеландии (учащиеся средних школ) в регулярной серии против Австралии, позже занялся регби, начав выступать за команду мужского колледжа Тауранга и за команду школьников Бей-оф-Пленти. Пересекался с такими звездами, как Эндрю Мертенс и Ройбен Торн, а позже был зачислен в академию регбийного союза Кентербери и стал игроком «команды развития» при клубе «Крусейдерс».
Хоэата играл в 2004 году за второй состав «Кентербери», а в 2005 году вышел на замену в матче против «Мальборо» в розыгрыше Щита Ранфёрли — прощальном матче Эндрю Мертенса. В 2006 году стал игроком «Таранаки», в 2007 году сыграл 13 матчей (был также дисквалифицирован на один матч после игры против «Норт-Харбора» за опасный захват фулбэка Джорджа Писи. В 2008 году пропустил значительную часть сезона из-за травмы, а в 2009 году стал игроком основного состава «Таранаки». В 2010 году он провёл четыре матча за «Чифс» в Супер 14, дебютировав против «Буллз», а также сыграл 11 матчей за «Таранаки», занеся две попытки, однако его выступления в том году были омрачены арестом за вождение в нетревозм состоянии.
В 2011 году Хоэата перешёл в «Хайлендерс», за которые играл на протяжении трёх сезонов, продолжая играть в «Таранаки». Выступал с 2014 года за границей за «Кардифф Блюз» в Про12 с сезона 2014/2015 по сезон 2016/2017, вернулся затем ненадолго в «Норт-Харбор». С января 2018 года играл за «Монпелье Эро»: его приобрели в связи с травмой Жака дю Плесси. В 2018—2020 годах сыграл всего 10 матчей за «Таранаки» (9 в 2018 году и один в 2020 году).

### Карьера в сборной
В 2010 году в рамках так называемой Серии столетнего юбилея (англ. 2010 Centenary Series) Хоэата был вызван в сборную маори, которой руководил Джейми Джозеф: он вышел во всех трёх матчах серии в стартовом составе и помог команде победить в тест-матчах Ирландию и Англию. Выступления Хоэата за «Хайлендерс» привели к тому, что его стали рассматривать как кандидата на место в основной сборной Новой Зеландии.
22 июля 2011 года Хоэата провёл свой дебютный матч за «Олл Блэкс» в Данидине против Фиджи в рамках подготовки к домашнему чемпионату мира. Матч завершился победой новозеландцев со счётом 60:14, а Хоэата, вышедший в стартовом составе на позиции номера 4 (левый лок), на 53-й минуте был заменён на Сэма Уайтлока. В последующих двух встречах, прошедших в рамках Кубка трёх наций, он выходил на замену: 30 июля в матче против ЮАР в Веллингтоне (победа 40:7) и 20 августа в ответной встрече в Порт-Элизабет (поражение 5:18). В окончательную заявку на чемпионат мира он в итоге не попал. В дальнейшем в сборную он не вызывался.